# Mahila Rashtriya Sangha
Mahila Rashtriya Sangha (MRS), även känd som Mahila Rashtriya Sangh och Women's Political Association, var en organisation för kvinnors rättigheter i Indien, grundad 1928.
MRS bildades 1928 i Bengal av Latika Ghosh och Prabhavati Bose på initiativ av nationalisten Netaji Subhas Chandra Bose. Syftet var att aktivera kvinnor i politisk verksamhet, eftersom den dåvarande indiska nationalismen och självständighetsrörelsen uppfattade kvinnors deltagande som en viktig del av indiskt självstyrelse. 